# Corporate Digital Responsibility
Corporate Digital Responsibility (CDR) bezieht sich auf die Unternehmensverantwortung in der digitalen Gesellschaft und kann als „Unternehmerische Digitalverantwortung“ übersetzt werden. Der Begriff bedeutet freiwillige Selbstverpflichtung zum nachhaltigen Wirtschaften von Unternehmen, das die gesellschaftlichen und wirtschaftlichen Veränderungen durch die Digitalisierung mit berücksichtigt. Vgl. CSR-News Definition zu Corporate Digital Responsibility.
„Corporate Digital Responsibility ist eine freiwillige Selbstverpflichtung. Sie beginnt mit der Notwendigkeit, gesetzliche Anforderungen und Standards zu erfüllen – für den Umgang mit Kundendaten, vertraulich, geistiges Eigentum usw. – aber sie erstreckt sich auch auf umfassendere ethische Überlegungen und die grundlegenden Werte, nach denen ein Unternehmen arbeitet.“ (Global Intelligence for the CIO, eigene Übersetzung)
CDR bezieht sich einerseits auf die Beachtung digitaler Nachhaltigkeit (d. h. die Nachhaltigkeit von Daten und Algorithmen, vgl. Stuermer u. a. 2017, Smart Data Begleitforschung 2018) und anderseits auf Berücksichtigung der sozialen, ökonomischen und ökologischen Wirkungen digitalen Unternehmenshandelns in der Welt (vgl. Esselmann & Brink 2016, Jänig & Mühlner im Druck, Thorun 2017).
Aufgrund des tiefgreifenden digitalen Wandels der alle Branchen umfasst, handelt es sich nicht nur um ein Verantwortungsgebiet der Digital-, IT- oder ITK-Branche. CDR ist für alle Unternehmen mit (teilweise) digitalem Geschäftsmodell von Bedeutung.

## Bezug zur Unternehmensverantwortung
Der Begriff CDR wird in unterschiedlichen Facetten gebraucht. Er leitet sich in seiner Wortbildung von „Corporate (Social) Responsibility“ (CR, gesellschaftliche Unternehmensverantwortung) ab und wird etwa seit 2016 verwendet (vgl. Accenture 2016). Die vorhandenen Erkenntnisse, Instrumente und praktischen Erfahrungen des CR-Managements bieten eine „Blaupause“ für CDR (vgl. Esselmann & Brink 2016). Die Umsetzungsverantwortung kann im Kompetenzbereich von CR-Beauftragten oder Nachhaltigkeitsabteilungen in den Unternehmen liegen, aber ist dort bislang nicht angekommen (vgl. Knaut 2017, Schaltegger & Petersen 2017).

## Gesellschaftliche Bedeutung
Die Digitalisierung bietet Chancen zur Beschleunigung der Umsetzung der 17 „Sustainable Development Goals“ (SDG) und damit zur nachhaltigen Entwicklung (vgl. BMZ 2017, Global e-Sustainability Initiative 2016). Sie stellt aber auch selbst Herausforderungen für eine faire, gerechte und umweltfreundliche Entwicklung dar (vgl. Lange & Santarius 2018). Darüber hinaus stellen „digitale Artefakte“ (Algorithmen und Daten) den inzwischen größten Teil des Wissens der Menschheit dar. Es ist damit eine Ressource, die es nachhaltig im Sinne des Gemeinwohls heute und in Zukunft zu gestalten und zu nutzen gilt („Digitaler Nachhaltigkeit“).

## Handlungsfelder der Corporate Digital Responsibility
Das Erreichen der globalen Nachhaltigkeitsziele mittels Digitaltechnologie bietet gleichzeitig immense Geschäftschancen: 12 Billionen US-Dollar Umsätze und Kosteneinsparungen könnten im Jahr 2030 erzielt werden (vgl. Report Vision 2030). Dabei geht es beispielsweise um eine klima-resiliente Landwirtschaft mittels Wettersensoren, um „Smarte Mobilität“ mittels autonomer Fahrzeuge oder um personalisierte Medizin, in der „Wearables“ relevante medizinische Daten aufzeichnen und es damit Ärzten ermöglichen Patienten von der Ferne aus zu begleiten.
Die Digitalisierung selbst hat jedoch eine Reihe "unerwünschter Nebenwirkungen", die dem Ziel der globalen Entwicklung und auch der grundlegenden Verfassungswerte wie Humanität, Solidarität und Verantwortung entgegenläuft. Es bestehen bereits heute eine Reihe von Risiken, mit denen die Gemeinschaft und die Individuen aktuell umgehen müssen, z. B.
- die Lücke digitaler Fähigkeiten, z. B. sieht sich heute ein Viertel aller Deutschen – immerhin 16 Millionen – aufgrund fehlender Kompetenzen im „digitalen Abseits“
- die „unethische“ Nutzung von Kundendaten und Korruption der digitalen Selbstbestimmung
- der ökologische Fußabdruck der Digitaltechnik (siehe auch Green IT)
- der ungleiche Zugang zu Digitaltechnologie und ihren Vorteilen und damit das Entstehen weiterer sozialer Ungerechtigkeiten
- der Druck auf Gemeinschaft und Wohlbefinden, z. B. durch einen „Kollaps der Realität“ in Sozialen Medien
- eine intransparente digitale Welt, deren Regeln von der Gemeinschaft nicht kontrolliert werden können, z. B. die Funktionsweise von Künstlicher Intelligenz (vgl. Lange & Santarius 2018[13]).

Es geht also in gleicher Weise um die Nutzung von Chancen und das Abwenden von Risiken.

## Gesellschaftlich wertvolle Digitalisierung
Ziel von CDR ist die Generierung eines sog. „Shared Value“ digitalen Wirtschaftens für Gesellschaft und Unternehmen, d. h. Nutzung der Chancen und Minderung der negativen Effekte (vgl. Porter & Kramer 2006, Esselmann & Brink 2016). Nur wenn dadurch ein gesellschaftlicher Wert durch Digitaltechnologien und Vernetzung entstehen, kann eine entsprechende Wertschöpfung in Unternehmen erfolgen.
Dabei sind freiwillige Selbstverpflichtungen essentiell, um die verantwortungsvolle Umsetzung von Digitalisierung in der Gesellschaft unterstützen, denn das Regelungsmonopol der Nationalstaaten ist durch die immer weitergehenden Verflechtungen der globalen digitalen Märkte in Frage gestellt. (vgl. Charta der digitalen Vernetzung 2018, Bitkom 2018, Schäuble 2017).

## Wettbewerbsvorteile für Unternehmen
Für Unternehmen bedeutet der digitale Wandel neuer Wettbewerb um Innovation und erfolgreiche digitale Geschäftsmodelle – darüber hinaus aber vor allem Wettbewerb um das Vertrauen von Kunden und Öffentlichkeit. Mit einer nachhaltigen digitalen Unternehmenspolitik könnten Unternehmen das Vertrauen ihrer Stakeholder gewinnen (vgl. Thorun 2017). Unternehmen, die die Stakeholder-Ansprüche frühzeitig erkennen und in geeigneter Weise reagieren, haben die Möglichkeit strategische Wettbewerbsvorteile zu erzielen und eine einzigartige Marktposition zu erreichen (vgl. z. B. Porter & Kramer 2006; Schaltegger u. a. 2010)
Die Aufgabe der CDR besteht in einer systematischen Abwägung sozialer, kultureller, ökologischer sowie wirtschaftlicher Interessen als Frühindikatoren und Treiber von Geschäftschancen und -risiken entlang der digitalen Wertschöpfungskette (vgl. Schmidtpeter 2017, Thorun 2017).

## Aktueller Stand in Deutschland
Das Interesse von Unternehmen, Politik und Zivilgesellschaft an der Thematik wächst (vgl. Deloitte 2018, Dörr 2018, Politik-digital.de 2018).
Die „Charta digitalen Vernetzung“, die aus einem IT-Gipfel hervorgegangen ist, bietet Unternehmen in Deutschland eine Plattform für eine freiwillige Selbstverpflichtung. Bisher haben ca. 80 Unternehmen und Organisationen die Charta mit zehn Grundsätzen unterzeichnet. Allerdings handelt es sich bei den Grundsätzen um unternehmenspolitische Statements; sie bieten keine handlungsorientierten Ansätze für eine managementpraktische Umsetzung.
Seit Beginn 2018 besteht die Kompetenzplattform für Nachhaltigkeit und Digitalisierung im Mittelstand „nachhaltig.digital“. Sie bietet die Chance für einen unternehmenspraktischen branchenübergreifenden Kompetenzaufbau zu CDR. Für November 2018 ist die erste Konferenz in Deutschland zu den Themen Digitalisierung und Nachhaltigkeit geplant, die "Bits & Bäume". Dort werden im Track "Alternative Wirtschaften" auch einige Sessions zu CDR angeboten.
Ebenfalls im Jahr 2018 gründete das Bundesministerium der Justiz und für Verbraucherschutz (BMJV) die "CDR-Initiative", eine Multi-Akteurs-Initiative, in der Unternehmen gemeinsam mit Politik und Wissenschaft Handlungsempfehlungen für einen verantwortungsbewussten Umgang mit der Digitalisierung entwickeln. Im Juni 2021 veröffentlichte die Initiative mit dem CDR-Kodex Prinzipien, Handlungsfelder und konkrete Ziele, zu denen sich die Mitglieder der CDR-Initiative freiwillig verpflichten und fortan jährlich über entsprechende Maßnahmen berichten.
Im Jahr 2020 entwickelten sich zahlreiche weitere Initiativen und Kommunikationsplattformen zu CDR in Deutschland, wie das "Corporate Digital Responsibility Magazin" der D21-Initiative, das "Kompetenzzentrum Wirtschaft und digitale Verantwortung" des Landes NRW und die Themenplattform des "Zentrums Digitalisierung.Bayern".
Seit März 2020 steht der "Praxisleitfaden Corporate Digital Responsibility" von Saskia Dörr zur Verfügung, der Unternehmen Impulse und Handreichungen zur Umsetzung von CDR in die Praxis gibt.
DAX-Unternehmen berichten über die Umsetzung von CDR-Maßnahmen in ihrer nichtfinanziellen Erklärung. Eine Analyse der Erklärungen aus dem Jahr 2020 ergab, dass die Informations- und Kommunikationstechnik (IKT)-Branche eine Vorreiterrolle bei der Umsetzung von CDR-Maßnahmen einnimmt. Für die Gesundheitswirtschaft sind derzeit Maßnahmen zur Sensibilisierung von Beschäftigten und zur Cybersicherheit im Fokus.